# Heoclisis acuta
Heoclisis acuta är en insektsart som först beskrevs av Douglas E. Kimmins 1939.  Heoclisis acuta ingår i släktet Heoclisis och familjen myrlejonsländor. Inga underarter finns listade i Catalogue of Life.